# Crimes de guerra da Wehrmacht

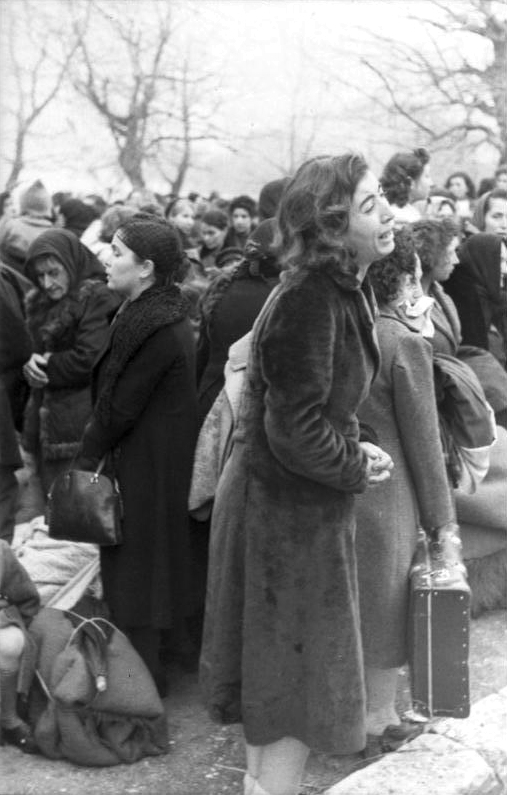
Uma mulher chora durante a deportação dos Judeus de Ioannina, na Grécia, em 25 de Março de 1944. A deportação foi imposta pelo exército alemão. Quase todos os deportados foram assassinados em 11 de abril de 1944 ou pouco depois, quando o trem que os transportava chegou a Auschwitz-Birkenau.

Durante a II Guerra Mundial, as forças armadas alemãs (Heer, Kriegsmarine e Luftwaffe) cometeram crimes de guerra sistematicamente, incluindo assassinato, estupro em massa, saques, exploração de trabalho forçado, assassinato de três milhões de prisioneiros de guerra Soviéticos [en] e também participaram do extermínio dos judeus. A SS do Partido Nazista (em particular SS-Totenkopfverbände, Einsatzgruppen e Waffen-SS) da Alemanha Nazista foi a principal organização responsável pelo genocídio do Holocausto. Mas as forças armadas regulares da Wehrmacht também cometeram muitos crimes de guerra elas próprias (bem como deram assistência à SS), particularmente na Frente Oriental na guerra contra a União Soviética. De acordo com um estudo realizado por Alex J. Kay e David Stahel, a maioria dos soldados da Wehrmacht enviados para a União Soviética participou de crimes de guerra.